# 국경무역
국경무역이란 국경 부근의 일정한 지역에서 주민들끼리 생필품을 교환하거나 인접한 국가끼리 무역을 하는 것을 가리키는 단어이다.

## 설명
일반적으로 국경무역은 서로 다른 관할권 사이의 국경을 넘어 상품과 서비스의 흐름을 나타낸다. 이러한 의미에서 국경 무역은 국가 및 소규모 관할권의 일반적인 수출입 법률 및 물류 체계를 통해 흐르는 정상적인 무역의 일부이다. 그러나 국경무역은 특히 국경을 넘는 것이 상대적으로 쉽고 국경의 한쪽이 다른 쪽보다 훨씬 저렴한 제품인 지역에서의 무역 증가를 의미하며 이는 종종 상품에 대한 과세 수준의 상당한 차이로 인해 발생한다. 국경무역과 관련된 일반적인 품목에는 술, 담배, 의약품, 기분전환용약물, 자동차, 자동차 연료, 식료품, 가구 및 의류 등이 모두 포함된다. 육지 또는 해상의 국경을 넘는 국경무역뿐만 아니라 저비용 항공사를 통한 항공여행은 동일한 목적의 해외여행에 가치가 있을 수 있지만 수하물 제한으로 인해 작은 고가 상품에 대한 효과적인 비용 절감이 제한될 수 있다. 탈세를 위해 국경무역이 이루어지는 경우에 이는 두개의 관할권 모두의 지하경제의 일부를 형성한다. 국경을 넘지는 않지만 한 주의 주민들은 다양한 상품을 쇼핑하기 위해 종종 주 경계를 넘어 여행할 수 있다. 어떤 경우에는 한 주의 더 큰 도시나 대도시 지역이 다른 주에서 인구를 끌어들일 수 있거나 사람들이 도시 경계를 벗어나 세금이 낮은 주변 지역으로 이동할 수 있다. 다른 경우에는 주민들이 주류, 담배, 불꽃놀이, 총기, 도박 등과 같은 제한된 제품에 대한 보다 우호적인 법률을 이용하기 위해 경계를 넘을 수 있다.

## 같이 보기
- 무역
- 국경